# Новосёлова, Анастасия Вячеславовна
Анастасия Вячеславовна Новосёлова (род. 11 апреля 1990, Тольятти, Куйбышевская область) — российская гандболистка, правый крайний. Чемпионка Универсиады 2015 года. Победительница Кубка ЕГФ 2014 года. Серебряный призёр молодёжного чемпионата мира 2010 года, бронзовый призёр молодёжного чемпионата Европы 2009 года.  

## Биография
Родилась 11 апреля 1990 года в городе Тольятти. В детстве занималась бальными танцами. С 12 лет профессионально занимается гандболом. Воспитанница СДЮСШОР №2 города Тольятти, первым тренером является Ольга Сергеевна Хомутова. 
В 2005 году Анастасия, воспитанница тольяттинской гандбольной школы, начала свою профессиональную карьеру в местной «Ладе». Выступала в молодёжном составе. 
С 2009 по 2013 годы согласно контракту играла за краснодарский гандбольный клуб «Кубань».   
В 2013 году вернулась в Тольятти и стала игроком первого состава. В этой команде Новосёлова в сезоне-2013/14 выиграла Кубок ЕГФ и завоевала серебряные медали чемпионата страны. Брала небольшую паузу связанную с беременностью и рождением сына.  
Серебряный призер Кубка России 2015 и 2019 годов, пять раза становилась вице-чемпионкой России (2014, 2015, 2018, 2019 и 2020 годов) в составе «Лады».  
Обучалась в Краснодарском государственном университете физической культуры, спорта и туризма, который окончила в 2013 году. 
Замужем, воспитывает сына Даниила 2016 года рождения. 

## Карьера в сборной
В составе сборной стала победительницей IX летнего Европейского юношеского олимпийского фестиваля 2007 года в Сербии. В 2009 году в Венгрии в составе молодёжной сборной стала бронзовым призером чемпионата Европы. Через год в Корее завоевала серебряную медаль молодежного чемпионата мира.
Летом 2015 года Анастасия в составе гандбольной студенческой сборной России завоевала «золото» XXVIII Всемирной летней Универсиады в Корее.